# Kožnatka africká
Kožnatka africká (Trionyx triunguis) je druh želvy, jediný taxon rodu Trionyx (ostatní želvy z rodu byly překlasifikovány do jiných rodů). Jde o zranitelný taxon.
V starověkém Egyptě byla želva považována za zlé zvíře.
Vyskytuje se v brakických vodách Afriky a Blízkého východu. Je velká od 85 do 94 cm, podle nepotvrzených zdrojů i 120 cm, a váží okolo 40 kg. Živí se všežravě.

## Galerie

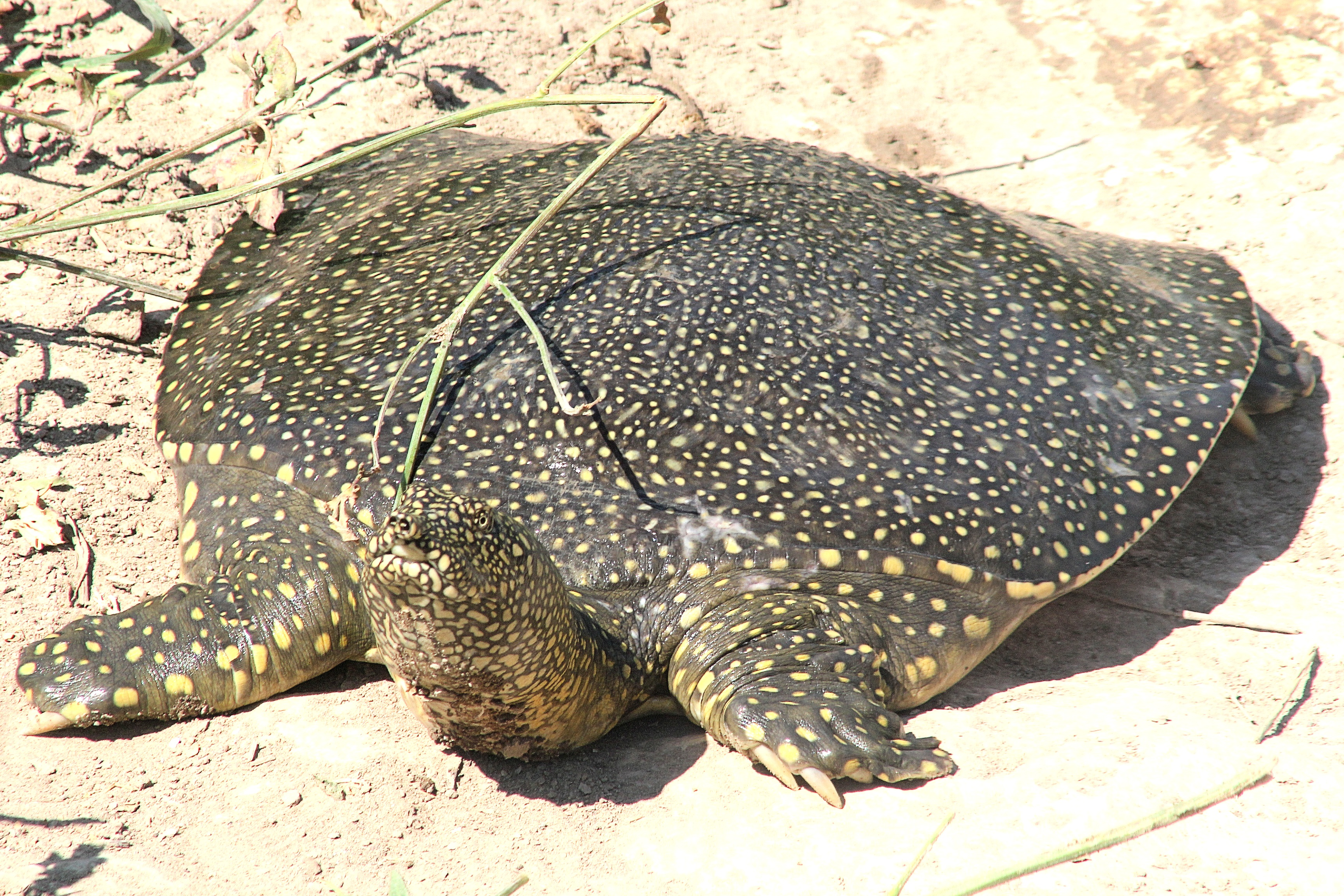
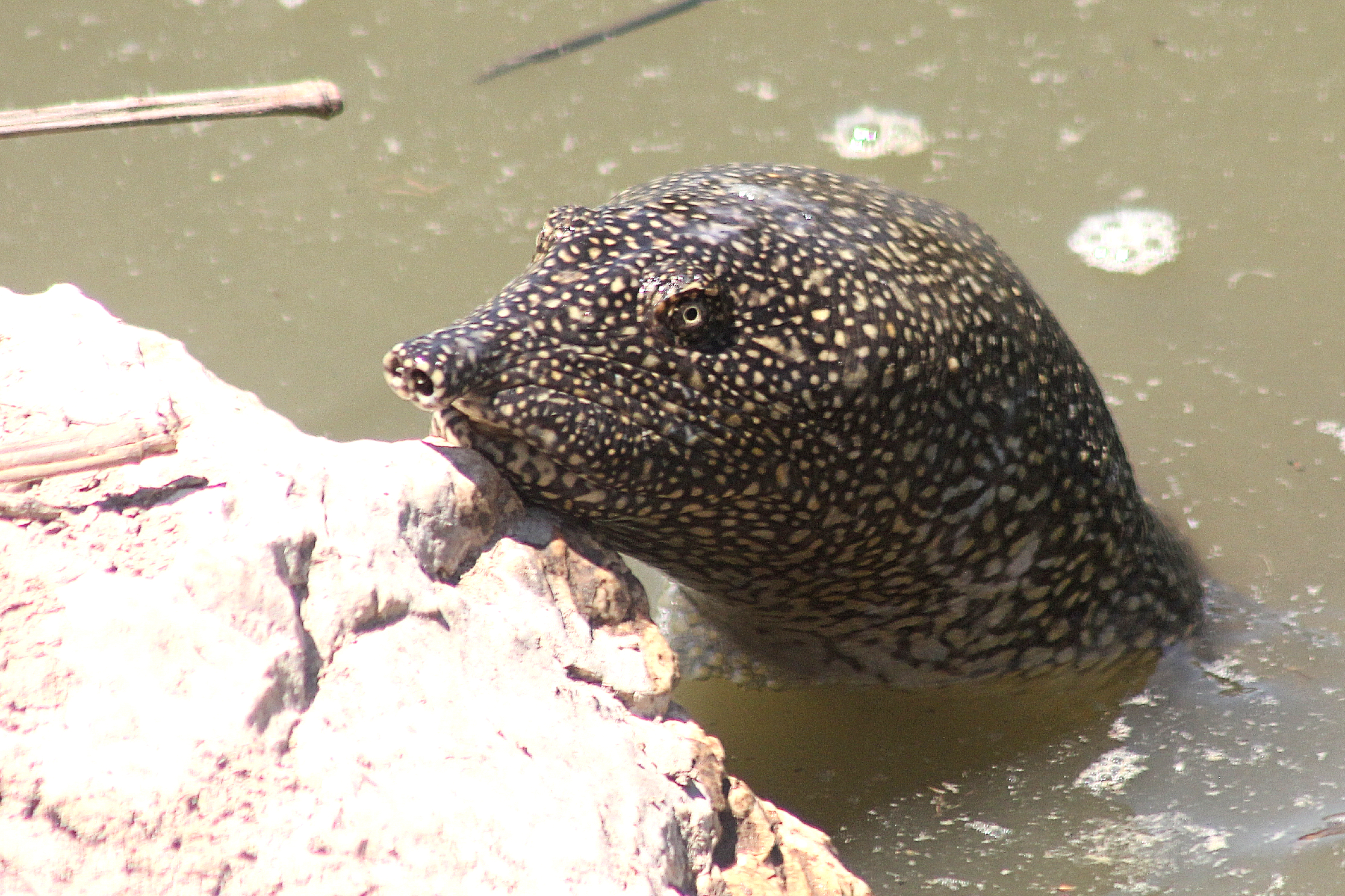
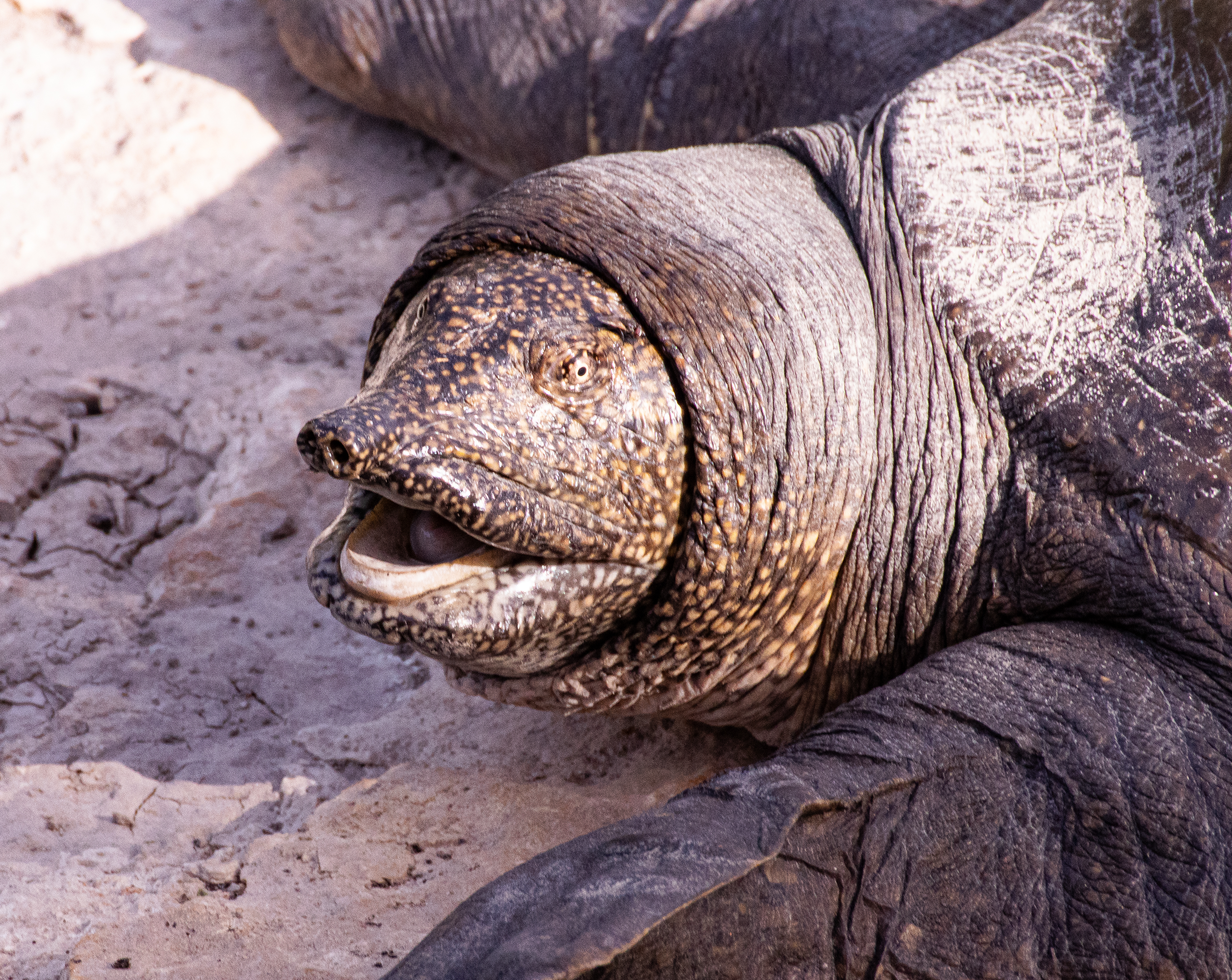
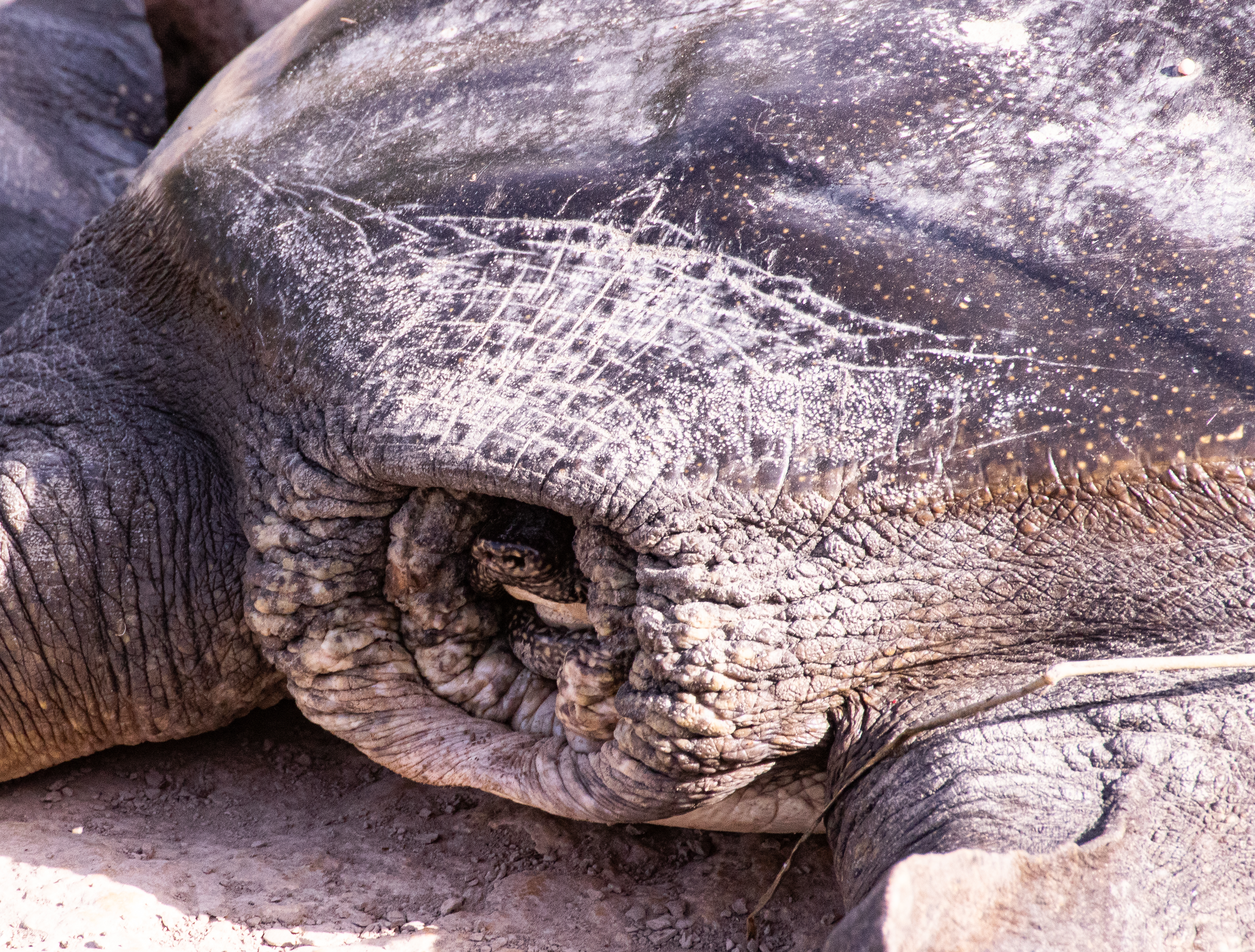